# SS Principessa Jolanda (1907)
SS Principessa Jolanda je bila italijanska čezoceanska potniška ladja, zgrajena v ladjedelnici Cantiere Navale di Riva Tirigoso za italijansko družbo Navigazione Generale Italiana (NGI). Ladja je poimenovana po princesi Jolandi, najstarejši hčeri kralja Viktorja Emanuella III. Ladja je bila namenjena upravljanju južnoameriške službe. Z 141 metri dolžine in težo 9.210 ton je bila takrat največja italijanska ladja, ki so jo takrat zgradili v Italiji. Principessa Jolanda je bila zgrajena po ceni 6 milijonov lir, načrtoval jo je Erasmo Piaggio in je bila tudi prva italijanska ladja z velikim luksuzom. Bila je med prvimi čezatlantskimi plovili, ki je imela opremljeno brezžično telegrafijo Marconi, električno razsvetljavo in telefon v vsaki sobi.
22. septembra 1907 so Principesso Jolando ob 12:25 splovili pred veliko množico gledalcev, vladnih uradnikov in tujih novinarjev. Med splovitvijo je ladja postala nestabilna in je po splovitvi s krmo skoraj zadela v morsko dno ter se v vodi začela gibati. Prizadevanja delavcev iz ladjedelnice, vlačilcev in drugih mornarjev, ki so pomagali in so sidra postavili na desno stran ladje, da bi preprečili gibanje, niso bila uspešna. 20 minut po splovitvi je bil nagib ladje tako velik, da je v ladjo začela vdirati voda in ladja je začela postopoma toniti. Dimniki in jamborji so se začeli zaradi prevelikega nagiba rušiti. Kapitan, njegova posadka in nekaj delavcev iz ladjedelnice so imeli dovolj časa, da so lahko odšli v reševalne čolne in zapustili potapljajočo se ladjo. Uro po splovitvi je Principessa Jolanda v celoti potonila. Smrtnih žrtev ni bilo in nihče ni bil poškodovan.
Čeprav je bila Principessa Jolanda nova ladja, so jo ocenili, kot nezmogljivo in ničvredno. Njene motorje so po potopu odstranili iz razbitine, jih obnovili in jih uporabili na drugi ladji SS Milazzo. Del levega ladijskega trupa, ki je edini gledal iz vode, je bil razrezan iz razbitine in pripeljan v pristanišče, kjer je bil v celoti razstavljen.

## Vzroki za potopitev ladje
Ladjedelniški delavci so Principesso Jolando splovili z vso notranjo nameščeno strojno, električno in potniško opremo, ki so v vodi povečali nagib ladje. Ko je ladja pristala v vodi, se je začela močno gibati tako, da se je vsa ladijska oprema zrušila na eno stran ladje, zaradi česar je potem nastal nagib. Voda je skozi luknje začela vdirati v ladjo in ladja se je začela postopoma potapljati. Te in še druge napake npr. prehitra splovitev ladje, so povzročile usodno nestabilnost, ki je ladjo vodila v katastrofo.
Nadaljnje raziskave so pokazale, da je med spuščanjem ladje v vodo, premec močno drsal ob tla, ko je krma pristala v vodi in je s propelerji skoraj zadela morsko dno. Močno drsanje premca ob tla je najverjetneje povzročilo veliko razpoko nekje na kobilici, kar je povzročilo, da je voda začela vdirati. Ne glede na vzrok, je bilo na koncu ugotovljeno, da je bila celotna odgovornost za izgubo italijanske luksuzne ladje posledica tehničnih napak ladjedelnice med splovitvijo ne pa med gradnjo plovila.

## Sestrska ladja
V času gradnje SS Principesse Jolande je bila njena sestrska ladja SS Principessa Mafalda, ki je bila zelo napredna. Principesso Mafaldo so splovili oktobra 1908 brez nameščene notranje strojne, električne in potniške opreme, da bi preprečili isto katastrofo. Splovitev je bila uspešna in Mafalda je bila v celoti opremljena in dokončana marca 1909. Postala je vodilna ladja NGI in je med prvo svetovno vojno služila za prevoz vojaških enot. Leta 1927 je Principessa Mafalda potonila v veliki katastrofi.